# Jamdadi Obenahalli, Mulbagal
Jamdadi Obenahalli là một làng thuộc tehsil Mulbagal, huyện Kolar, bang Karnataka, Ấn Độ.